# Vanavond ga ik uit
Vanavond ga ik uit is een nummer van de Belgische band Clouseau uit 1992. Het is de tweede single van hun vierde studioalbum Doorgaan.
Het vrolijke nummer is geschreven door Raymond van het Groenewoud, die in 1997 zelf ook een versie van het nummer uitbracht. De oorspronkelijke versie van Clouseau uit 1992 behaalde 9e positie in de Vlaamse Radio 2 Top 30, en de 26e positie in de Nederlandse Top 40.